# Universitat de Wuhan
La Universitat de Wuhan (xinès simplificat: 武汉大学; xinès tradicional: 武漢大學; pinyin: Wǔhàn Dàxué; col·loquialment 武大; Wǔdà) és una universitat nacional de recerca ubicada a Wuhan, Hubei. [3] És una de les universitats més prestigioses i selectives de la Xina, i va ser reconeguda pel Ministeri d'Educació xinès com a Universitat de Doble Primera Classe A. Va ser una de les quatre universitats d'elit del primer període republicà i també és una de les universitats més antigues de la Xina. La Universitat de Wuhan es troba a la muntanya de Luojia, amb edificis palaus que barregen estils xinès i occidental. És considerat per molts com un dels campus més bells de la Xina.
La Universitat de Wuhan s'ha classificat permanentment entre les universitats de primer nivell de la Xina. A nivell nacional, va quedar en quart lloc el 2016 i tercer el 2017 per la seva excel·lència acadèmica. La universitat és coneguda per investigacions en camps com les ciències socials, teledetecció, enginyeria d'enquestes i enginyeria hidràulica. Està administrada pel Ministeri d'Educació de la Xina i ha estat seleccionada tant pel Projecte 985 com pel Pla 111 com a destinatari principal del finançament estatal.